# Río Tapaje
Río Tapaje är ett vattendrag i Colombia.   Det ligger i departementet Nariño, i den västra delen av landet, 500 km väster om huvudstaden Bogotá.